# Opius teheranensis
Opius teheranensis är en stekelart som beskrevs av Fischer 1990. Opius teheranensis ingår i släktet Opius och familjen bracksteklar. Inga underarter finns listade i Catalogue of Life.